# Monasterolo (Robecco d'Oglio)
Monasterolo è una frazione del comune italiano di Robecco d'Oglio in provincia di Cremona. In passato, fu un comune.

## Storia
Fu comune autonomo fino al 1757.
Dal 1757 al 1840 fu comune insieme a Gallarano.

## Monumenti e luoghi d'interesse
- Resti del Torrione del castello di Monasterolo (risalente all'anno 1000)
- Villa Grasselli[2]

### Il porto sull'Oglio
Sulla sponda dell'Oglio appartenente a Monasterolo, un tempo sorgeva l'antico porto traghetto che veniva usato per il passaggio di persone e merci da una sponda all'altra del fiume Oglio.
In epoche passate vi furono vari scontri tra bresciani e cremonesi per il controllo di tale porto.

## Società
La popolazione è di 78 abitanti.